# ألكسندر بيتكوفيتش
ألكسندر بيتكوفيتش مواليد 31 مايو 1980 في ميونخ، هو ملاكم محترف ألماني يصنف ضمن فئة الوزن الثقيل.

## المسيرة الاحترافية
من نزالاته:
- انتصر على تيمو هوفمان (2013/05/11).
- تعادل مع تيمو هوفمان (2010/10/23).
- خسر أمام فرات أرسلان بالضربة الفنية القاضية (2005/01/18).
- خسر أمام جوني نيلسون (2003/11/15).

## إحصائيات
خاض خلال مسيرته 58 نزالا، فاز في 50 وتعادل في 4 وخسر في 4. فاز بالضربة القاضية في 27 نزالا.

## روابط خارجية
- ألكسندر بيتكوفيتش على موقع بوكس ريك (الإنجليزية) (registration required)